# Pelusios broadleyi
Pelusios broadleyi är en sköldpaddsart som beskrevs av  Roger Bour 1986. Pelusios broadleyi ingår i släktet Pelusios och familjen pelomedusasköldpaddor. Inga underarter finns listade i Catalogue of Life.
Artepitetet i det vetenskapliga namnet hedrar den afrikanska zoologen Donald G. Broadley.
På sköldens centrala del finns en ås. Djuret tår är utrustade med klor och med simhud. Svansen är hos hannar tjockare än hos honor. Fullvuxna exemplar har en 15,5 cm lång sköld. Den är grå till rödbrun men flera punkter. Den nedre delen är ljus och synlig som en ring. Det mörka huvudet kännetecknas av gula eller gröna ögon.
Sköldpaddan förekommer i Kenya vid Turkanasjön. Honor lägger ägg.
Individerna simmar ofta. IUCN listar arten som sårbar (VU).